# Bloch MB.81
MB.81 là một loại máy bay quân sự của Pháp, do hãng Société des Avions Marcel Bloch chế tạo với vai trò làm máy bay cứu thương.

## Biến thể
MB.80
Mẫu thử (1 chiếc)
MB.81
Phiên bản sản xuất (20 chiếc)

## Quốc gia sử dụng
Pháp
- Armee de l'Air

 Chính phủ Vichy

## Tính năng kỹ chiến thuật
Đặc tính tổng quan
- Kíp lái: 1
- Sức chứa: 1 cáng tải thương
- Chiều dài: 8,4 m (27 ft 7 in)
- Sải cánh: 12,59 m (41 ft 4 in)
- Chiều cao: 2,9 m (9 ft 6 in)
- Trọng lượng rỗng: 580 kg (1.279 lb)
- Động cơ: 1 × Salmson 9Nd , 128,68 kW (172,56 hp)

Hiệu suất bay
- Vận tốc cực đại: 188 km/h (117 mph; 102 kn)
- Tầm bay: 654 km (406 mi; 353 nmi)
- Trần bay: 6,400 m (21 ft)